# Jiangsu Dragons
O Jiangsu Dragons é um clube profissional de basquetebol chinês sediado em Zhenjiang, Jiangsu. A equipe disputa a divisão sul da Chinese Basketball Association .

## História
Foi fundado em 1995.